# Ballet D'Alcidiane
Alcidiane et Polexandre (LWV 9) es un ballet en veintiuna entradas y tres partes, compuesto por Jean-Baptiste Lully sobre un texto de Issac de Bensérade. Lully dejó algunas composiciones a Boesset y Mollier.
El texto está basado en Polexandre de Marin Le Roy de Gomberville (1600- 74), una novela publicada en 1636 que cuenta las aventuras del rey de las islas Canarias viajando por el mundo desde Dinamarca pasando por Marruecos, Senegal y las Indias Occidentales, en busca de Alcidiane, reina de la Isla Inaccesible, a donde llega después de superar algunos naufragios y muchas vicisitudes. En cuatro mil páginas, el autor se aplica en no utilizar las palabras car y pourquoi, criticadas por los gramáticos de la época.
El ballet, cuya dirección estuvo a cargo de Louis Hesselin, fue bailado por el rey y María Mancini, sobrina de Mazarino, de quien estaba enamorado, en la Galería del Louvre, el 14 de febrero de 1658. Fue vuelto a representar el 17 de febrero ante los embajadores, y el 24 de febrero ante Cristina de Suecia, que viajó a París especialmente para verlo.
Castil-Blaze cuenta una anécdota en la que dice que el rey fue al teatro vestido como le correspondía, pero no encontró nada preparado para la representación. Envió lacayos a Lully varias veces, instándolo a darse prisa y preguntándole cuándo estaría lista la representación. Al ver que nada ocurría, el rey envió por último un emisario con el mensaje de que se había cansado de esperar, e insistió en que comenzaran lo más pronto posible. Lully respondió con serenidad admirable: «El rey es el amo, tiene el tiempo que quiera y puede esperar.»
Para esta ocasión, las dos orquestas de violines se combinaron, formando una de treinta y seis cuerdas, con un total de ochenta músicos. Anne de La Barre y Anna Bergerotti cantaron un recital italiano en lugar del prólogo. Entre los cantantes estaba Mlle. Hilaire Dupuy.
Lully apareció junto al rey, vestido de demonio, y, a continuación, vestida para la danza árabe de la chacona, la bailarina profesional Mlle. Vertpré.
La obertura es considerada la primera compuesta en términos de lo que se llamó Obertura francesa (tres movimientos: lento, rápido, lento). La partitura fue copiada por Henri Foucault, y almacenada en la Biblioteca Pública de Toulouse.
Por orden expresa de Su Alteza Serenísima, monseñor el conde de Toulouse, una parte del divertimento fue copiado por Philidor el Viejo y su hijo mayor en 1703.
Las arias francesas de la segunda y tercera parte podría haber sido compuestas por Jean-Baptiste Boesset. Sin embargo, el aria Que votre empire, cantada por Mlle. Hilaire, se atribuye a Lully.
Para la decoración y escenografía, el pintor Claude Deruet (1588-1660), llamado desde Nancy, fue preferido a Giacomo Torelli.
En 1702, Danchet y Campra utilizaron extractos de este ballet para la compilación Fragments de Lully, de la segunda entrada (Les Guerriers) y la cuarta entrada (Les Bohémiens).